# Guddal Jøtulstaven
Der Bautastein Guddal Jøtulstaven ist ein Menhir auf einer grasbewachsenen Ebene im oberen Stryndal in der Kommune Stryn im Fylke Vestland in Norwegen.

## Beschreibung
Der nadelartige Stein ist etwa 4,5 Meter hoch und sehr schlank und neigt sich leicht zur Seite. Die Breite beträgt an der Basis etwa einen Meter, aber bereits in einer Höhe von einem Meter verjüngt sich der Stein und die Breite reduziert sich auf etwa 0,3 m an der Spitze. Er hat einen quadratischen Querschnitt. Die Kanten sind scharf.
Der Guddal Jøtulstaven könnte eine ähnliche Geschichte wie der Resastaven haben.
Der lokale Mythos erzählt von einem riesigen Troll, der über das Tal läuft. Er hatte einen Wanderstab und als er sich ausruhen wollte, lehnte er sich an ihn an. Ein Stück soll abgebrochen und seitdem stehen geblieben sein.